# آبراهام بلومرت
آبراهام بلومرت (هلندی: Abraham Bloemaert؛ ۱۵۶۶-۱۲-۲۵ – ۱۶۵۱-۰۱-۲۷) نقاش اهل هلند بود.
وی در عصر طلایی نقاشی هلند در قرن ۱۷ میلادی زندگی می‌کرده و بیشتر آثارش با موضوع انسان‌ها بوده‌است.

## نگارخانه

آبراهام بلومرت
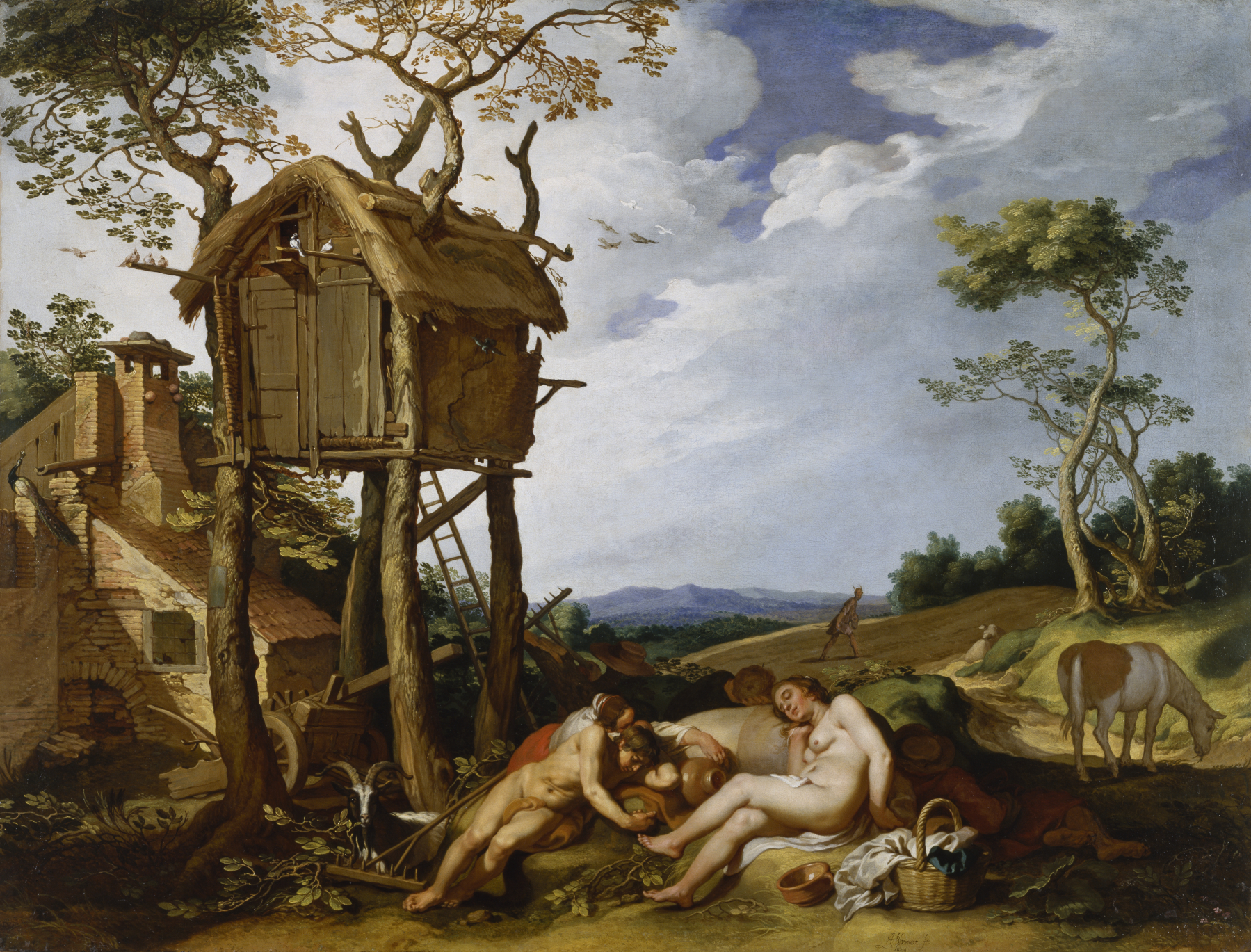
Parable of the Wheat and the Tares, 1624
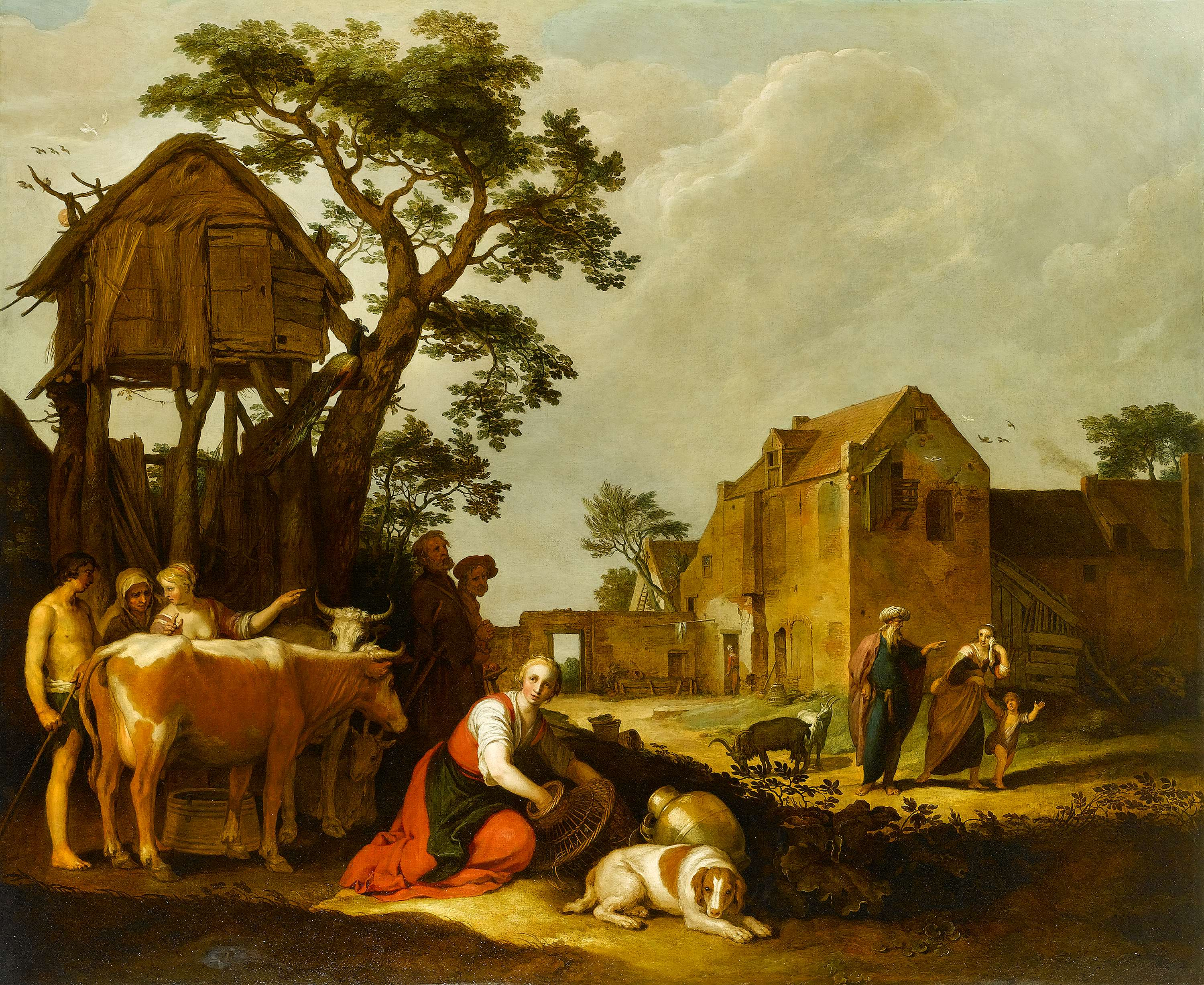
The Expulsion of Hagar and Ishmael, oil on canvas
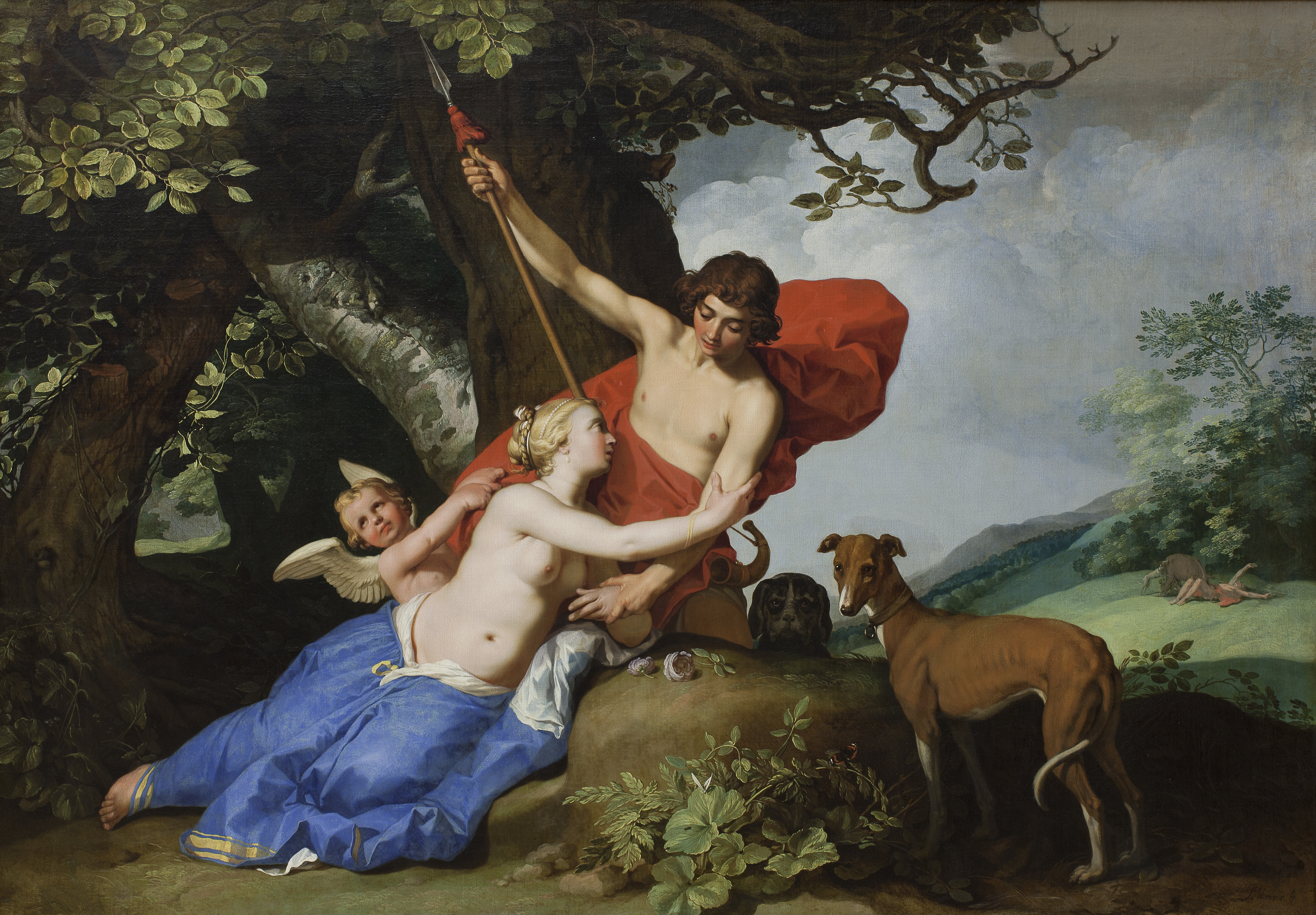
Venus and Adonis, 1632
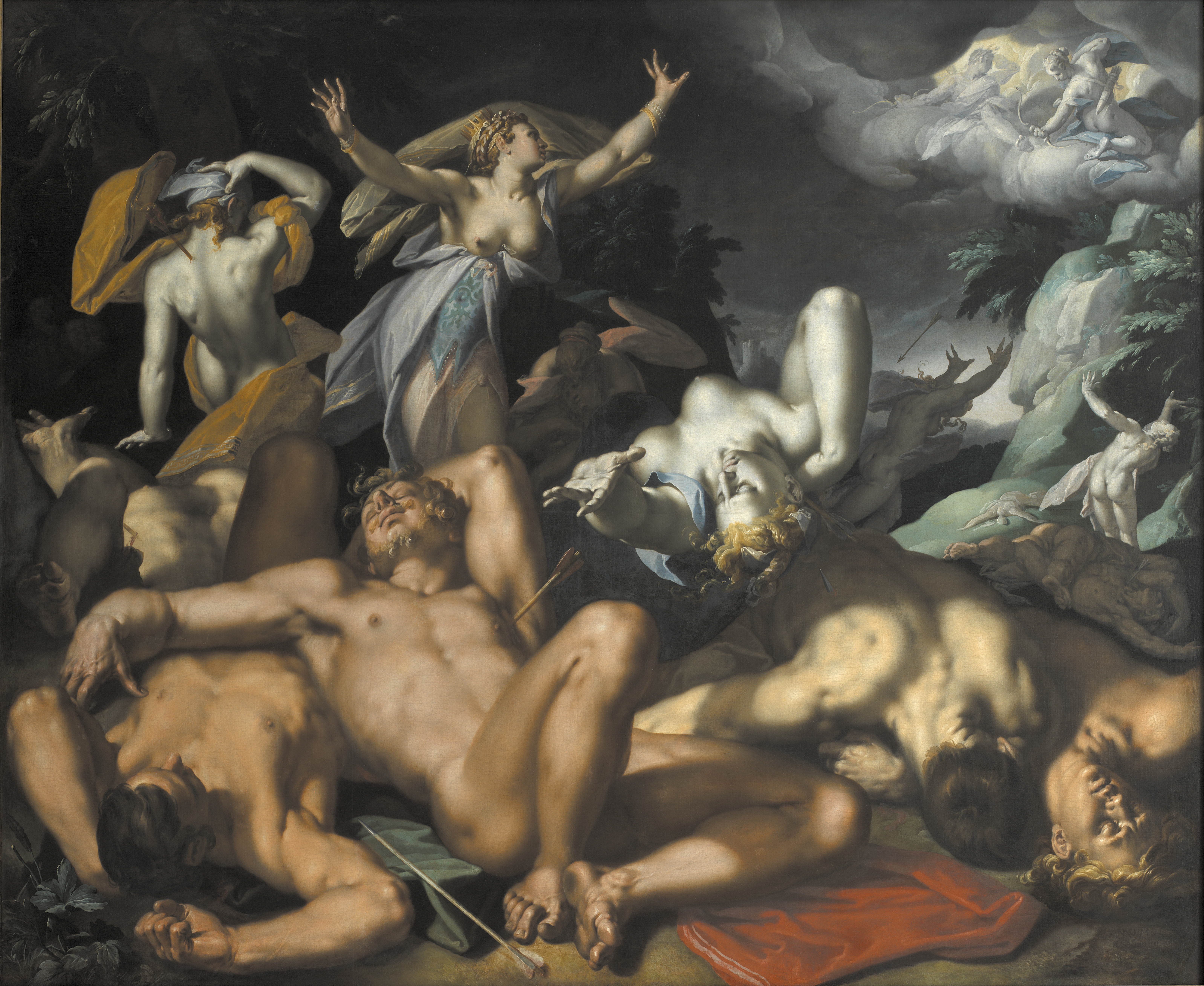
نیوبه mourning her children, 1591
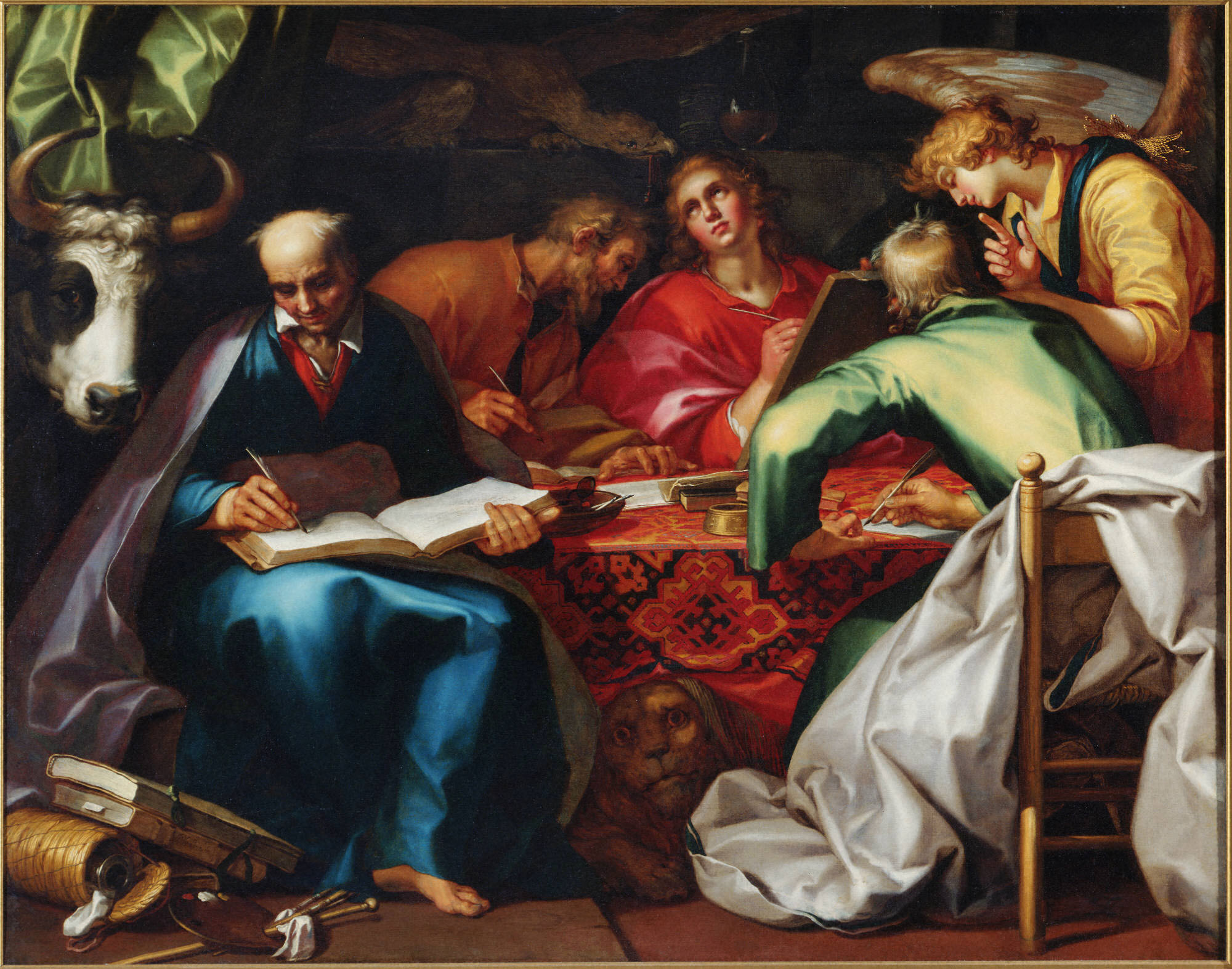
The Four Evangelists, 1615, موزه هنر دانشگاه پرینستون
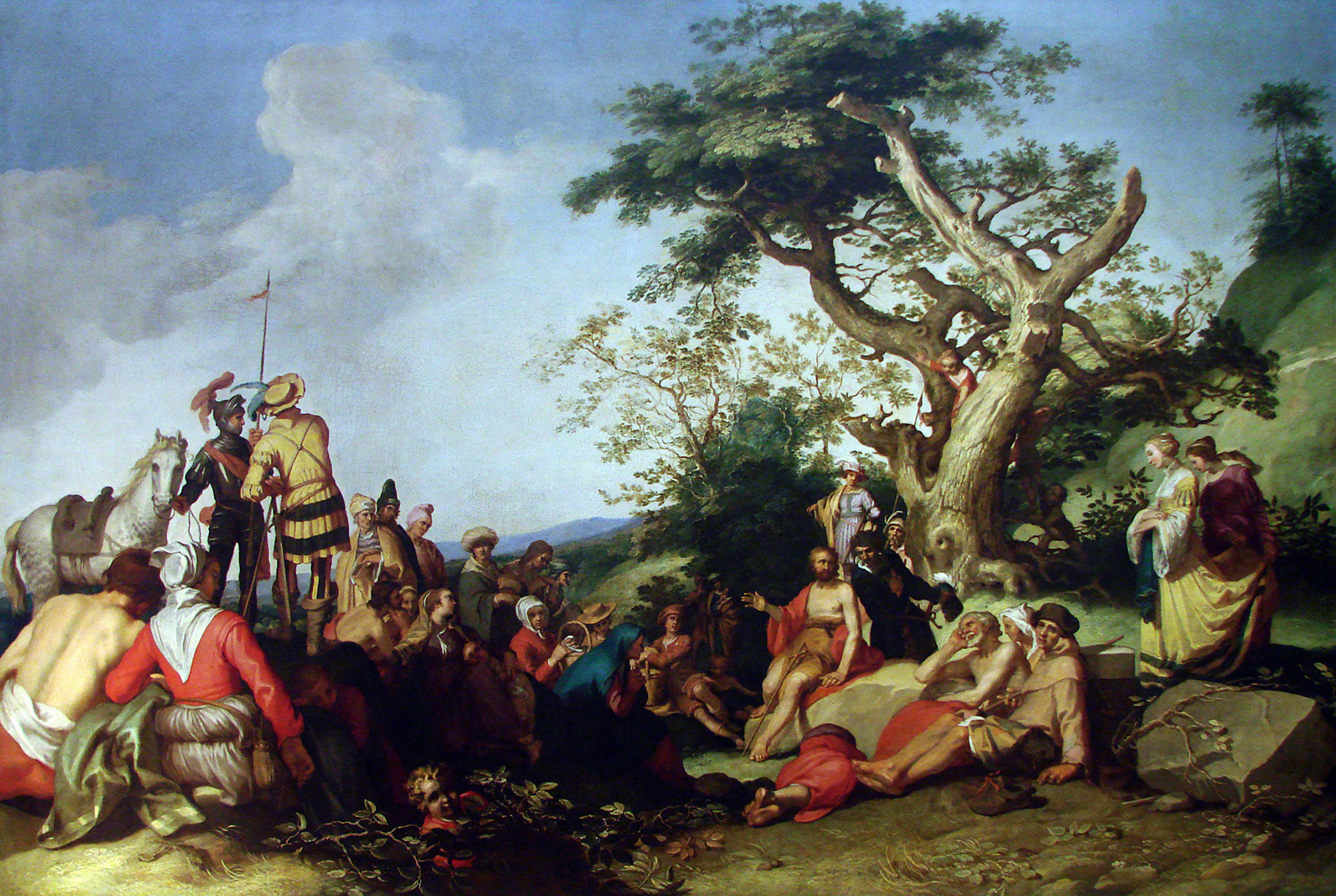
یحیی preaching, c. 1620
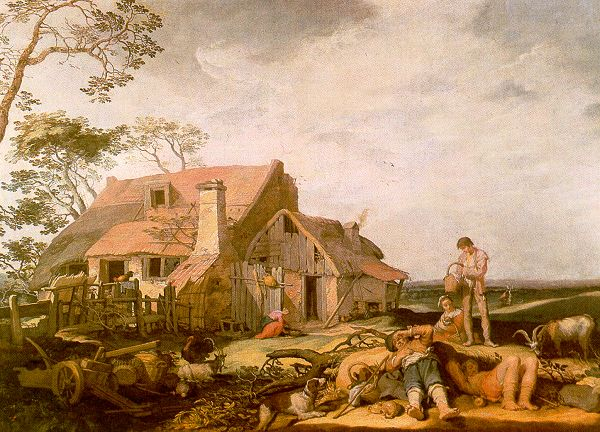
Landscape with Peasants Resting, 1650. Oil on canvas, 91 x 133 cm. (Staatliche Museen, Berlin)
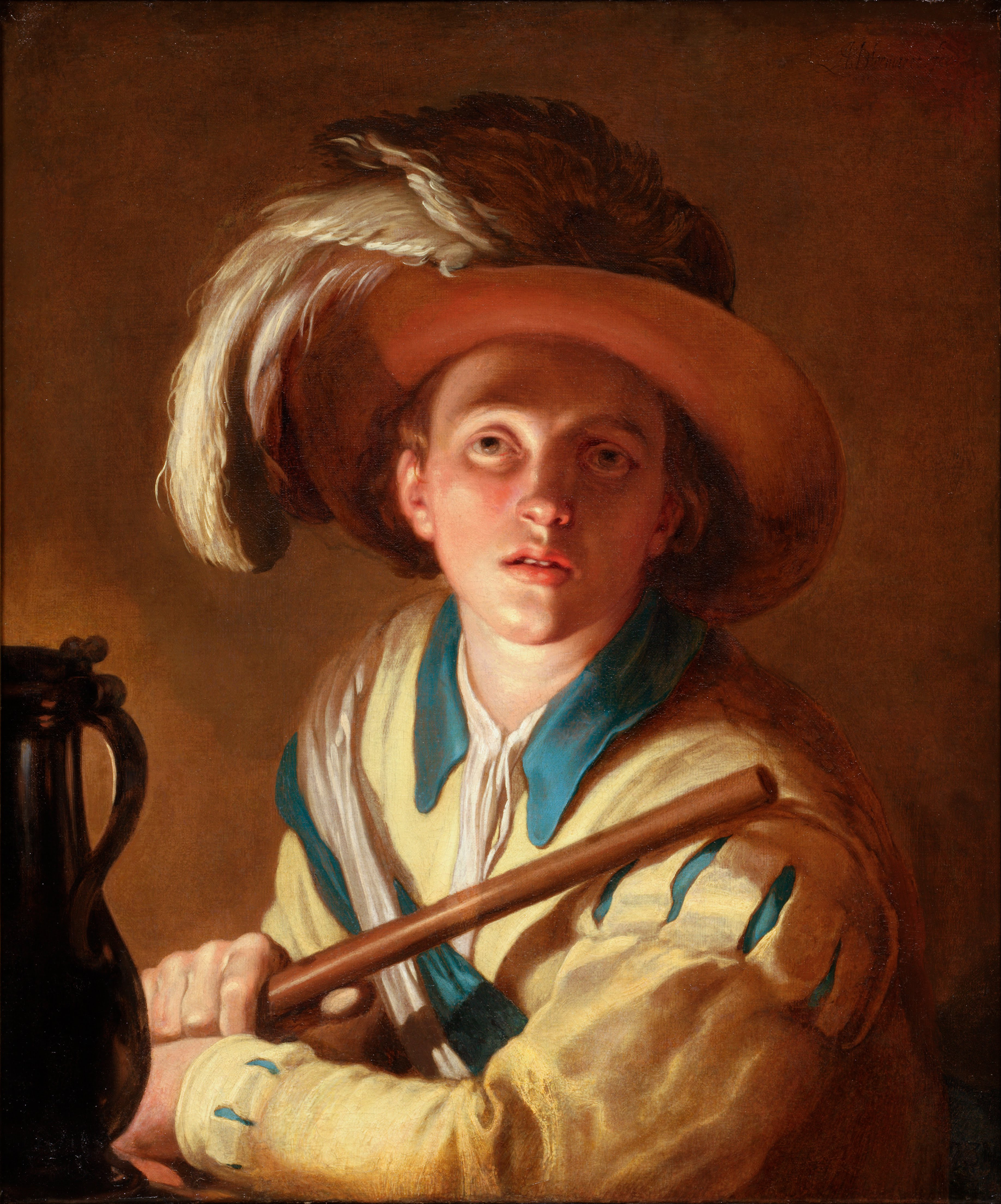
The flute player, 1621
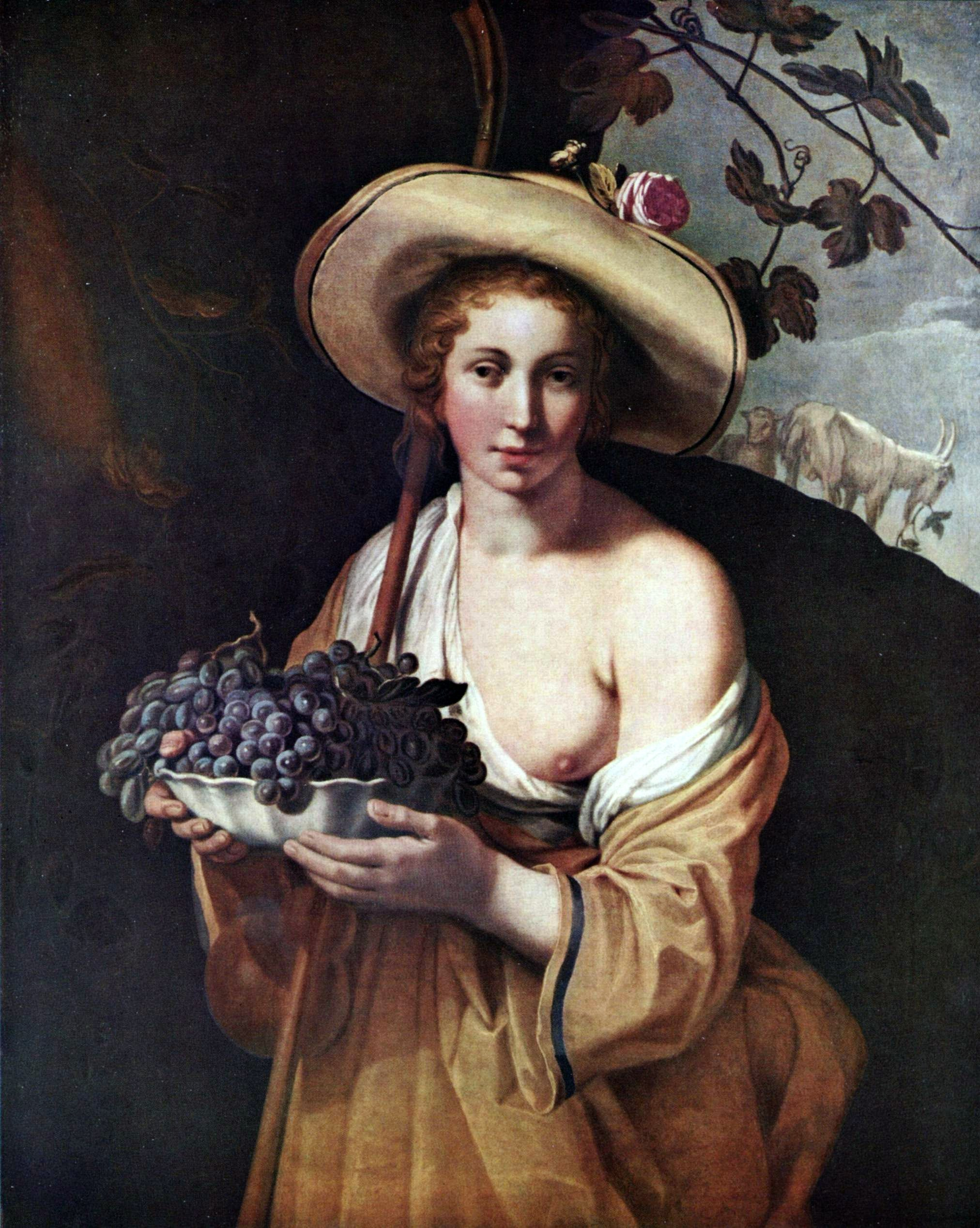
Shepherdess with Grapes, 1628
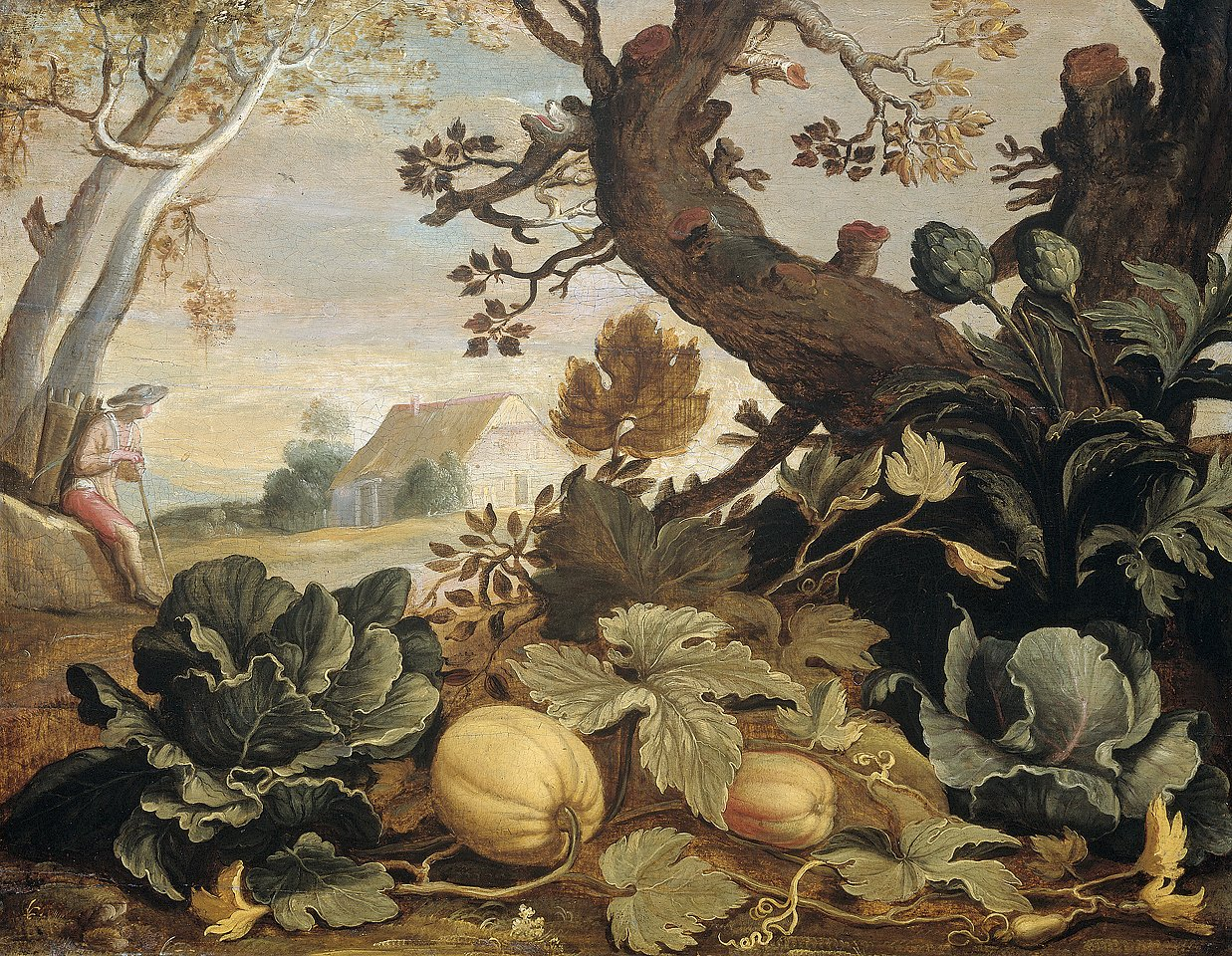
Landscape with vegetables in the foreground, uncertain date.
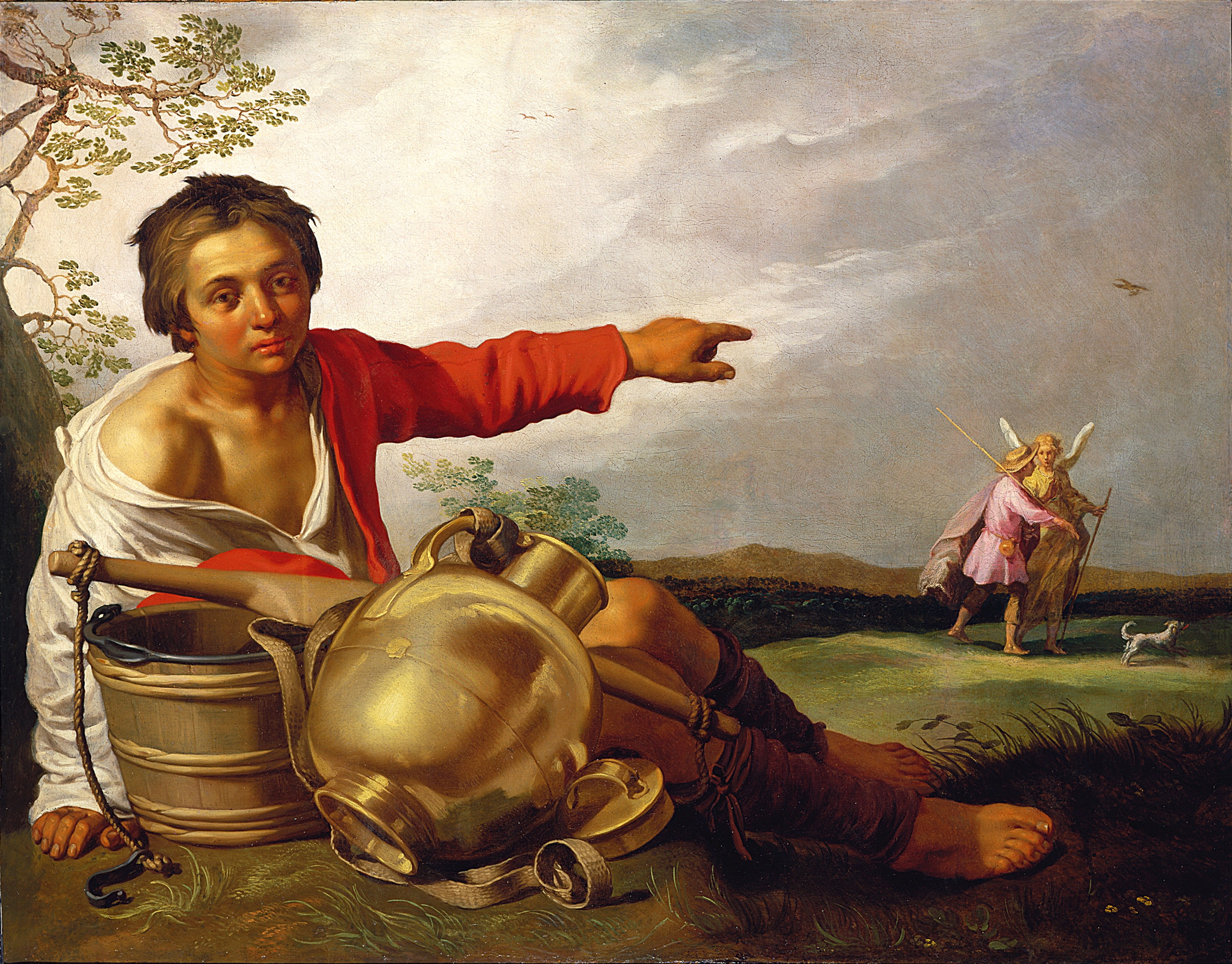
Shepherd Boy pointing at Tobias and the Angel, c. 1625-1630
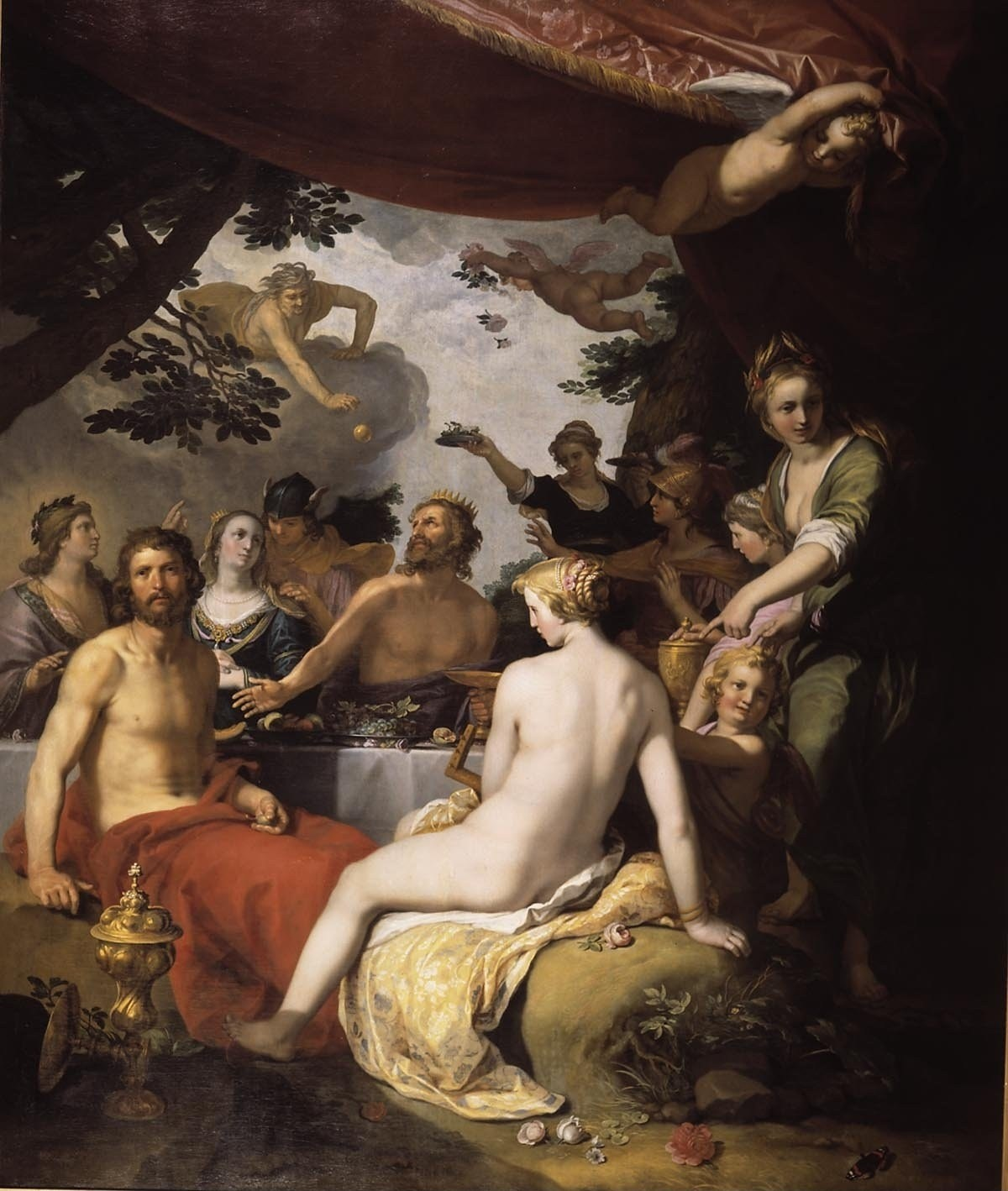
Feast of the Gods at the wedding of پلئوس و ثتیس، ۱۶۳۸ (موزه مائریتشویس، ۱۷)